# C3H7O6P
化学式C3H7O6P（摩尔质量：170.06 g/mol）可能指：
- 二羥丙酮磷酸，CAS号：57-04-5
- 甘油醛-3-磷酸，CAS号：591-59-3

|  | 这个同类索引页列出了具有相同分子式的化学物（即同分異構體）条目。 除非您是有意链接至本页，否则应将相应条目的内部链接指向正确的条目。 |